# Sherlock Holmes et le Docteur Watson
Pour les articles homonymes, voir Sherlock Holmes et le Docteur Watson (série télévisée, 1980).
Pour plus de détails, voir Fiche technique et Distribution.
Sherlock Holmes et le Docteur Watson (en russe : Шерлок Холмс и доктор Ватсон, Sherlok Kholms i doktor Vatson) est un téléfilm soviétique réalisé par Igor Maslennikov en 1979, adapté de deux aventures du détective Sherlock Holmes écrites par Arthur Conan Doyle (Une étude en rouge et Le Ruban moucheté).
Le téléfilm se compose de deux épisodes d'environ 70 minutes chacun, et constitue le premier volet de la série des Aventures de Sherlock Holmes et du docteur Watson réalisées de 1979 à 1986 par Maslennikov, dans lesquelles le duo Holmes / Watson est incarné par Vassili Livanov et Vitali Solomin.
Le premier épisode du téléfilm est intitulé Première rencontre (Знакомство, Znakomstvo). Le second épisode est intitulé La Signature sanglante (Кровавая надпись, Krovavaya nadpis).

## Trame

### Épisode 1:Première rencontre

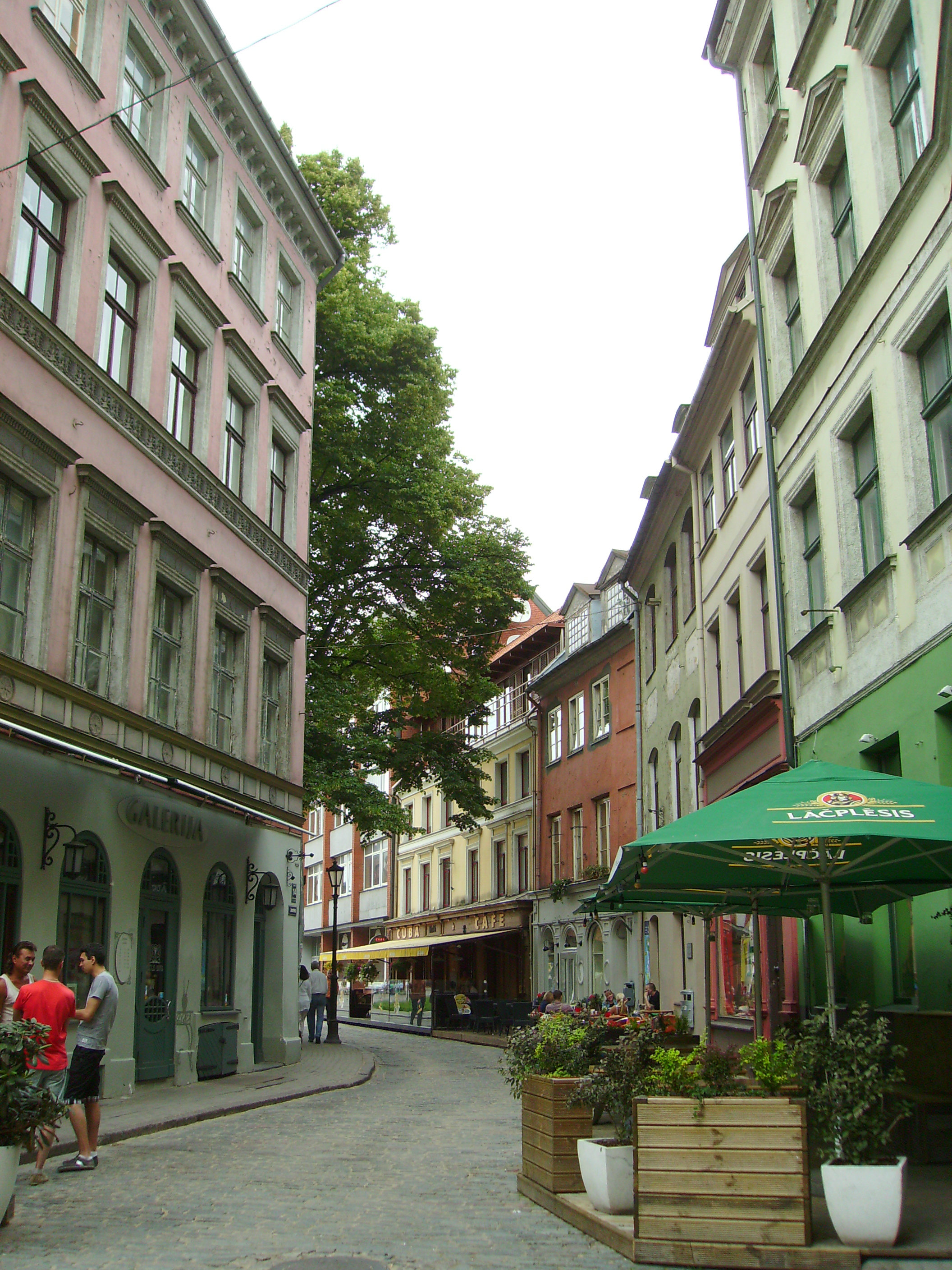
La rue Jauniela (Jauniela iela), dans le quartier de la vieille ville à Riga, ayant servi au tournage des séquences se déroulant à Baker Street. Un plan de La Signature sanglante utilise un angle de caméra très proche de cette photographie.

Le premier épisode du téléfilm mêle les intrigues du roman Une étude en rouge et de la nouvelle Le Ruban moucheté, tout en ajoutant quelques passages nouveaux.
Cet épisode débute par une adaptation fidèle d’Une étude en rouge. Le Docteur Watson revient en Angleterre après avoir été blessé dans une guerre de l’Orient. Un vieil ami du nom de Stamford lui indique une colocation disponible au 221B Baker Street : la propriétaire des lieux est Mrs Hudson, le colocataire est Sherlock Holmes.
La première rencontre de Watson et Holmes au 221B révèle à Watson un colocataire singulier. Holmes vient de mettre au point un nouveau composé chimique réagissant à l'hémoglobine, il est expert en cendres de cigares, connaît les différentes boues de Londres, connait parfaitement le droit pénal, mais est ignorant dans des domaines de première importance comme l'histoire ou la philosophie, et ne connait pas certains faits scientifiques établis de longue date tels que l'héliocentrisme. Watson, malgré son étonnement, accepte la colocation.
Les premiers jours de colocation apportent au docteur Watson plusieurs expériences déplaisantes qui le poussent à penser que Holmes fait partie d'un réseau de crime organisé. Holmes reçoit un étrange visiteur, Watson découvre dans sa chambre une collection de photos d'hommes aux visages durs ou hideux, un œil humain est retrouvé dans la carafe d'eau, enfin Watson découvre un trousseau de passepartouts sur le buffet de la pièce commune et se sent suivi. Holmes décide finalement d'avouer à Watson qu'il est détective privé après un combat de boxe entre les deux hommes à Baker Street. Le détective trouvait amusant de laisser croire à son colocataire qu'il appartenait au crime organisé. Cette séquence de doute et de révélation tardive n'est pas issue du Canon holmésien.
La suite de l'épisode correspond à une adaptation très fidèle du Ruban moucheté. Holmes reçoit Helen Stoner, qui lui raconte l'étrange mort de sa sœur et sa peur envers son beau-père le Dr Grimbsy Roylott, un homme violent avec qui elle vit désormais seule. Pour résoudre l'enquête, le détective se rend au domicile de Roylott et parvient à empêcher le meurtre de sa cliente en repoussant un serpent introduit par Roylott dans la chambre adjacente de sa belle-fille.

### Épisode 2:La Signature sanglante
Le second épisode du téléfilm débute par deux séquences célèbres issues du Rituel des Musgrave (Holmes tirant au pistolet sur le mur du 221B Baker Street pour y marquer les lettres « VR ») et du Signe des quatre (Holmes déduisant d'infimes détails sur le frère de Watson en observant une montre lui ayant appartenu). Le reste de l'épisode correspond à l'adaptation d’Une étude en rouge débutée dans l'épisode précédent.